# Ехінодорус серцелисний
Ехінодорус серцелисний (Echinodorus cordifolius) — вид рослин роду ехінодорус (Echinodorus).

## Класифікація

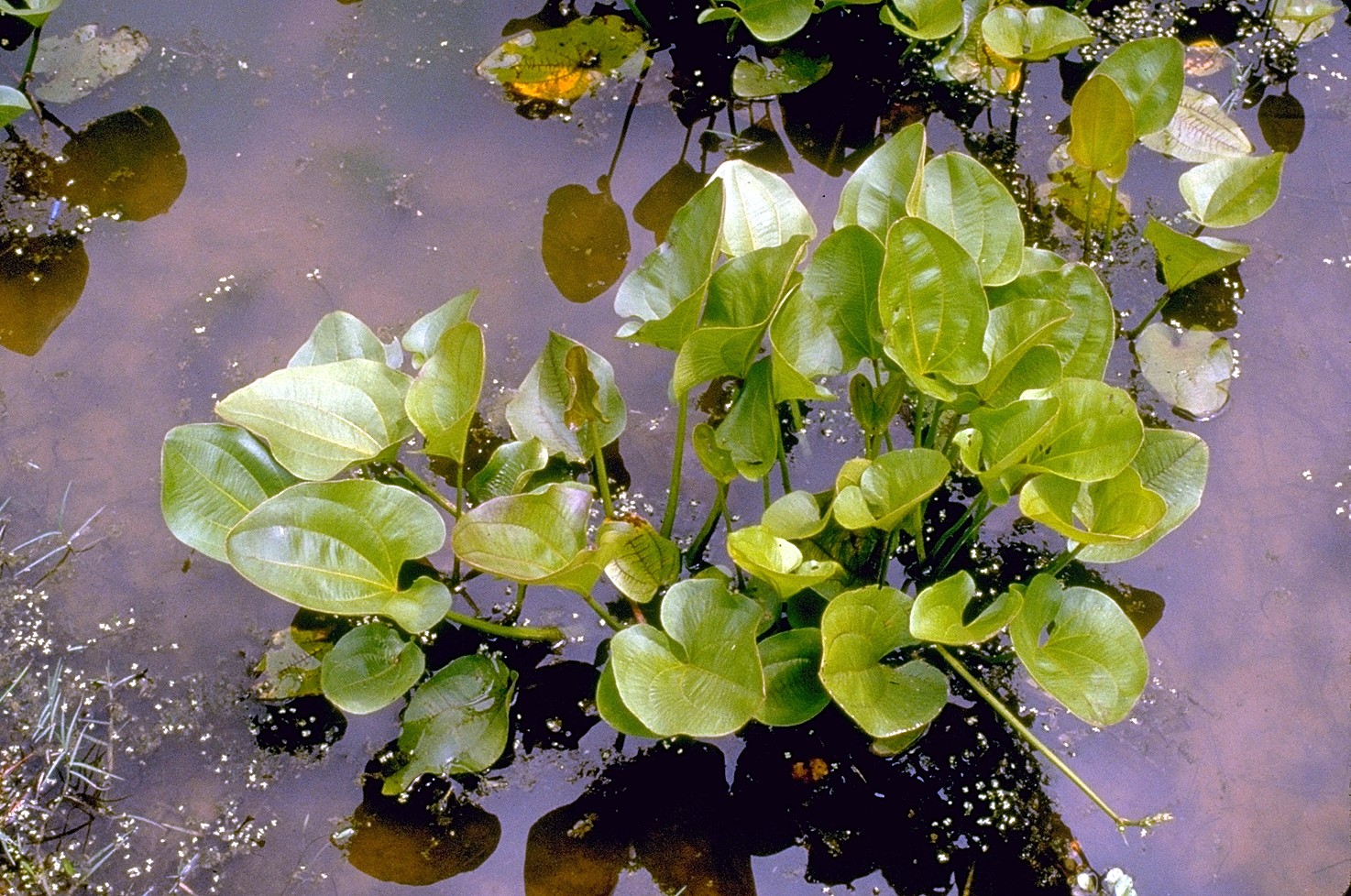
Ехінодорус серцелисний в природі

Вперше рослина була описана у 1753 році у складі роду частуха (Alisma), згодом перенесена у 1857 в рід ехінодорус (Echinodorus).

## Будова
Має великі серцеподібні листки на довгих черешках, товсте підземне кореневище. Може досягати 122 см висоти. Білі ніжні квіти з трьома пелюстками розпускаються на довгих квітконосах.

## Поширення та середовище існування
Росте у неглибоких водоймах, на болотистих ґрунтах. Поширений у південних штатах США.

## Практичне використання
Через здатність листя рости під водою ехінодорус серцелисний популярна рослина для вирощування у акваріумах.